# Rogówko (powiat żniński)
Rogówko – osada w województwie kujawsko-pomorskim, w powiecie żnińskim, w gminie Rogowo. Miejscowość wchodzi w skład sołectwa Rogowo.
W latach 1975–1998 miejscowość administracyjnie należała do województwa bydgoskiego.